# گمینا پژاسنش
گمینا پژاسنش (به لهستانی:  Gmina Przasnysz) یک گمینا در لهستان است که در شهرستان پژاسنش واقع شده‌است. گمینا پژاسنش ۱۸۳٫۹۱ کیلومتر مربع مساحت و ۷٬۳۵۱ نفر جمعیت دارد.